# Business Insider

Ehemaliges Logo

Business Insider ist ein aus New York, USA, stammendes Unternehmen, das Nachrichtenwebsites im Internet betreibt. Neben der US-amerikanischen Website betreibt es auch Ausgaben für Australien, Indien, Malaysia, Indonesien, Singapur, China, Großbritannien, Deutschland und Südafrika. Außerdem betreibt es Dienste in den Landessprachen für Deutschland und Polen.

## Geschichte
Business Insider startete seinen Dienst im Februar 2009 und wurde vom früheren DoubleClick-CEO Kevin P. Ryan, Dwight Merriman und Henry Blodget gegründet. Business Insider war die Dachmarke für den im Mai 2007 gestarteten Dienst Silicon Alley Insider, sowie Clusterstock, Money Game, The Wire und andere. Die Website bietet globale Nachrichten zu aktuellen Wirtschaftsthemen, Politik, Technik usw. und verdichtet diese unter entsprechenden Kategorien. Im Jahr 2011 beschäftigte das Unternehmen rund 50 Mitarbeiter und konnte im 4. Quartal 2010 zum ersten Mal einen Gewinn erwirtschaften. Im Juni 2012 hatte der Dienst 5,4 Millionen Zugriffe. Mittlerweile sind es alleine für die USA 45 Millionen und für Großbritannien über 3,5 Millionen Zugriffe.
Am 29. September 2015 hat die Axel Springer SE mitgeteilt, dass sie weitere 88 % der Anteile an Business Insider Inc. für rund 306 Millionen Euro übernommen hat. Nach diesem Kauf ist Axel Springer SE damit im Besitz von ungefähr 97 % der Unternehmensanteile, Miteigentümer Jeff Bezos mit seinem Unternehmen Bezos Expeditions hält die verbleibenden Anteile.

## Produkte und Dienste
Business Insider organisiert mit IGNITION eine jährliche Konferenz, die sich unter dem Motto „Future of Digital“ mit der Entwicklung von digitalen Medien beschäftigt. Im Januar 2015 hat das Unternehmen BI Intelligence vorgestellt, ein Abonnement-Dienst, der Recherche-Ergebnisse und Analysen für verschiedene aktuelle IT-Bereiche anbietet. Dieser Dienst ist derzeit nur in Englisch verfügbar.

### Tech Insider
Im Juli 2015 startete Business Insider eine neue eigenständige Website Tech Insider mit einem dahinter stehenden Team von 40 Leuten. Das Team arbeitet vom bestehenden New Yorker Hauptquartier, ist aber separat aufgestellt.

### Markets Insider
Im Oktober 2016 startete das Unternehmen mit Markets Insider einen neuen Daten- und Nachrichtendienst für globale Märkte. Die Daten werden vom Finanzportal Finanzen.net, einer weiteren Axel Springer SE Beteiligung, bereitgestellt.

### Insider
Im Mai 2016 startet der Dienst Insider mit eigener Website. Das Angebot hat den Fokus auf Lifestyle-Nachrichten und war vorher schon auf anderen Social-Media-Plattformen wie Facebook, Snapchat und YouTube vertreten, will aber unter eigenem Auftritt das Angebot gezielter vermarkten. Der neue Dienst ist nur in englischer Sprache verfügbar.

## Geschäftsmodell
Business Insider verdient sein Geld vorrangig mit der Schaltung von Werbung innerhalb seiner Nachrichtenangebote, die mit spezieller Ausrichtung auf Zielgruppen wie Tech Insider oder Markets Insider noch genauer platziert werden können. Gleiches gilt für das Lifestyle-Angebot Insider. Gleichzeitig wird mit dem Aufbau des Abo-Dienstes BI Intelligence eine weitere Umsatzquelle erschlossen. Im September 2016 wurde bekannt, dass das Unternehmen auch sogenannte Paywalls testen will, um weitere Umsatzkanäle zu erschließen und um einem Umsatzschwund durch Adblocker entgegenzuwirken.

## Schlüsselpersonen aus Gründungszeit
Der Chefredakteur und heutige CEO des Unternehmens ist Henry Blodget, ein Absolvent der Universität von Yale. Bis zu seinem Start von Business Insider war er an der Wall Street beschäftigt, wo er 2003 von der SEC wegen Anlagebetrugs verklagt und mit einem Arbeitsverbot im Finanzbereich belegt wurde. Der von 2008 bis 2013 stellvertretender Chefredakteur Nicholas Carlson arbeitete vorher bei Internet.com und dem zu Gawker Media gehörenden Nachrichten- und Klatschportal des Silicon Valley Valleywag. Carlson ist (Stand 2016) Chefredakteur des Lifestyle-Dienstes Insider von Business Insider. Jim Edwards, Redakteur von 2011 bis 2012 und stellvertretender Chefredakteur von 2012 bis 2014, war früher bei Adweek und ist heute Chefredakteur von Business Insider UK.

## Rezeption
Business Insider wurde im Jahr 2012 in die Liste der Inc. 500 aufgenommen. Der ehemalige Dienst Clusterstock wurde im TIME-Artikel „Best 25 Financial Blogs“ (22. Januar 2009) erwähnt. Der Dienst Silicon Alley Insider wurde im PC Magazine als „Our Favorite Blogs 2009“ erwähnt. Business Insider selbst wurde mehrfach bei den Webby Awards nominiert und ausgezeichnet.
Die Website wurde mehrfach für die Aufmachung ihrer Schlagzeilen, das sogenannte Clickbaiting, kritisiert. Sie wurde 2013 vom US-Magazin The New Yorker dafür kritisiert, dass Veröffentlichungsgeschwindigkeit vor Genauigkeit gehe.